# Astrópía
Astrópía è un film del 2007 diretto da Gunnar B. Guðmundsson.

## Trama
Hildur, una ragazza bella e sfaticata che ha una relazione con Jolli, concessionario d'auto coinvolto in loschi traffici, è costretta a cercare lavoro dopo l'arresto di questi. Perseguitata dalla stampa scandalistica e priva di talento, non riesce a trovare un impiego che le sia gradito.
Quando il figlio dell'amica presso la quale ha trovato ricetto si fa accompagnare da lei un negozio di giochi di ruolo, DVD e fumetti chiamato "Astrópía", Hildur si fa notare da clienti e personale per la sua avvenenza, così viene assunta per occuparsi della sezione sui giochi di ruolo, pur essendo completamente aliena dall'argomento. Il negozio è frequentato esclusivamente da nerd e ogni dipendente vive nel suo piccolo mondo. Il suo capo, che in passato è stato vittima di scherno pubblico quando una delle sue performance di gioco di ruolo è stata pubblicata online, ha pietà della ragazza. Per migliorare le sue capacità di vendita, il suo datore di lavoro la lascia partecipare al suo gruppo di gioco di ruolo. Hildur vive avventure emozionanti in un mondo che prima le era sconosciuto e incontra anche nuovi amici. Allo stesso tempo, si avvicina a Dagur, un cliente di Astrópía che insegna ballo e traduce romanzi rosa. Nel frattempo, il suo fidanzato si dà da fare per elaborare un piano di fuga.
Jolli riesce finalmente a fuggire con dodici dei suoi compagni di cella, ma per lasciare il Paese.ha ancora bisogno dei dettagli del suo conto bancario alle Isole Cayman. Dopo aver nascosto questi dati in un medaglione appartenente a Hildur, li chiama e li attira dai suoi amici. Quando Dagur se ne accorge, è troppo tardi. Rapiscono Hildur, che insegue i fuggitivi. Lungo la strada, chiama i suoi amici per chiedere aiuto. Insieme si immergono nel loro mondo fantasy e riescono finalmente a sopraffare i rapitori. Hildur sconfigge il suo ex fidanzato in un duello con la spada. Al termine del combattimento, Hildur e Dagur si baciano e la scena torna alla realtà: una barca al porto, su cui gli evasi intendevano fuggire. I delinquenti sono presi in consegna dalla polizia.

## Produzione
Il film contiene innumerevoli riferimenti a film e romanzi fantasy e fantascientifici come Star Wars, Matrix, Il Signore degli Anelli ed Eragon. Sono oggetto di satira anche altri film, come Le ali della libertà. Sono presenti anche numerosi riferimenti a vari sistemi di gioco di ruolo come Mondo di Tenebra e Dungeons & Dragons, giochi da tavolo e giochi di carte collezionabili.
Il film è stato girato interamente in Islanda. Il modello reale per la fumetteria è lo Shop Nexus di Reykjavík, l'unica fumetteria in Islanda, che ha anche supervisionato gli attori che non avevano familiarità con il gioco di ruolo. Lo sceneggiatore lavorava lì da anni. La musica è stata registrata in Bulgaria.

## Distribuzione
Il film è stato distribuito, fuori dall'Islanda, negli Stati Uniti con il titolo Dorks & Damsels e in Germania. In Italia i diritti sono stati acquistati dalla Dynit, che nell'edizione del 2009 di Lucca Comics & Games ha fatto tenere una proiezione in lingua originale con sottotitoli in italiano, e l'anno successivo ha realizzato un'edizione home video comprensiva del doppiaggio italiano.

## Accoglienza
Il film è stato un successo al botteghino in patria.
Alissa Simon, su Variety, ha lodato la sceneggiatura e l'interpretazione di Ragnhildur Steinunn Jónsdóttir come protagonista femminile.